# Pulchrana
Pulchrana is een geslacht van kikkers uit de familie echte kikkers (Ranidae). De groep werd voor het eerst wetenschappelijk beschreven door Alain Dubois in 1992. Veel soorten werden enige tijd tot het geslacht Hylarana gerekend, zodat de soorten in de literatuur soms onder verschillende namen bekend zijn.

## Verspreidingsgebied
Er zijn tegenwoordig zestien vertegenwoordigers, inclusief de pas in 2015 beschreven soort Pulchrana guttmani. Het verspreidingsgebied beslaat delen van zuidoostelijk Azië.

## Taxonomie
Geslacht Pulchrana
- Soort Pulchrana banjarana
- Soort Pulchrana baramica
- Soort Pulchrana centropeninsularis
- Soort Pulchrana debussyi
- Soort Pulchrana glandulosa
- Soort Pulchrana grandocula
- Soort Pulchrana guttmani
- Soort Pulchrana laterimaculata
- Soort Pulchrana mangyanum
- Soort Pulchrana melanomenta
- Soort Pulchrana moellendorffi
- Soort Pulchrana picturata
- Soort Pulchrana rawa
- Soort Pulchrana siberu
- Soort Pulchrana signata
- Soort Pulchrana similis